# 猟犬
猟犬（りょうけん、英: hunting dog）は、狩猟に使役する犬の総称。

## 概要
獲物の場所を猟師に指示する（ポイントする、Pointer, Setter）・獲物を狩り出す（Flushing dog）・獲物との格闘・獲物の回収（Retriever）などに用いられる。一般的な猟犬の品種は上記の役割を専門に受け持つためや、狩猟の対象となる動物の生態や狩猟方法に適するように品種改良を重ねてきたものが多い。

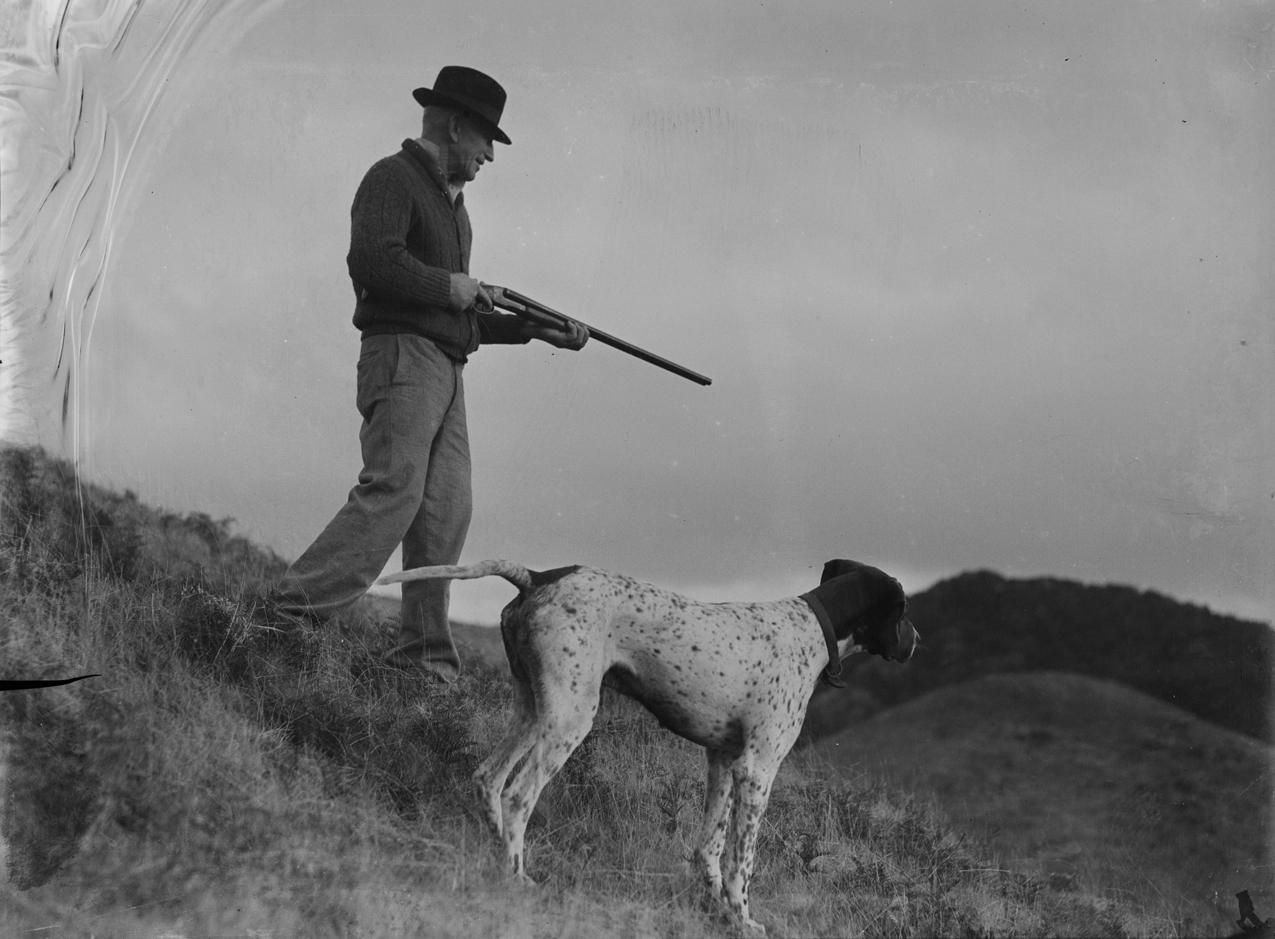
ハンターと猟犬
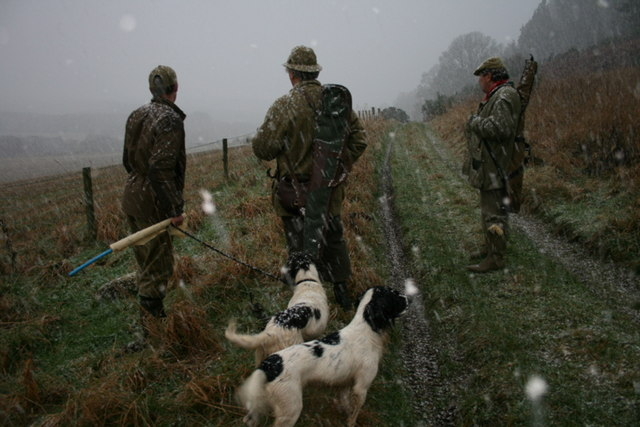
猟犬2匹とハンター3人
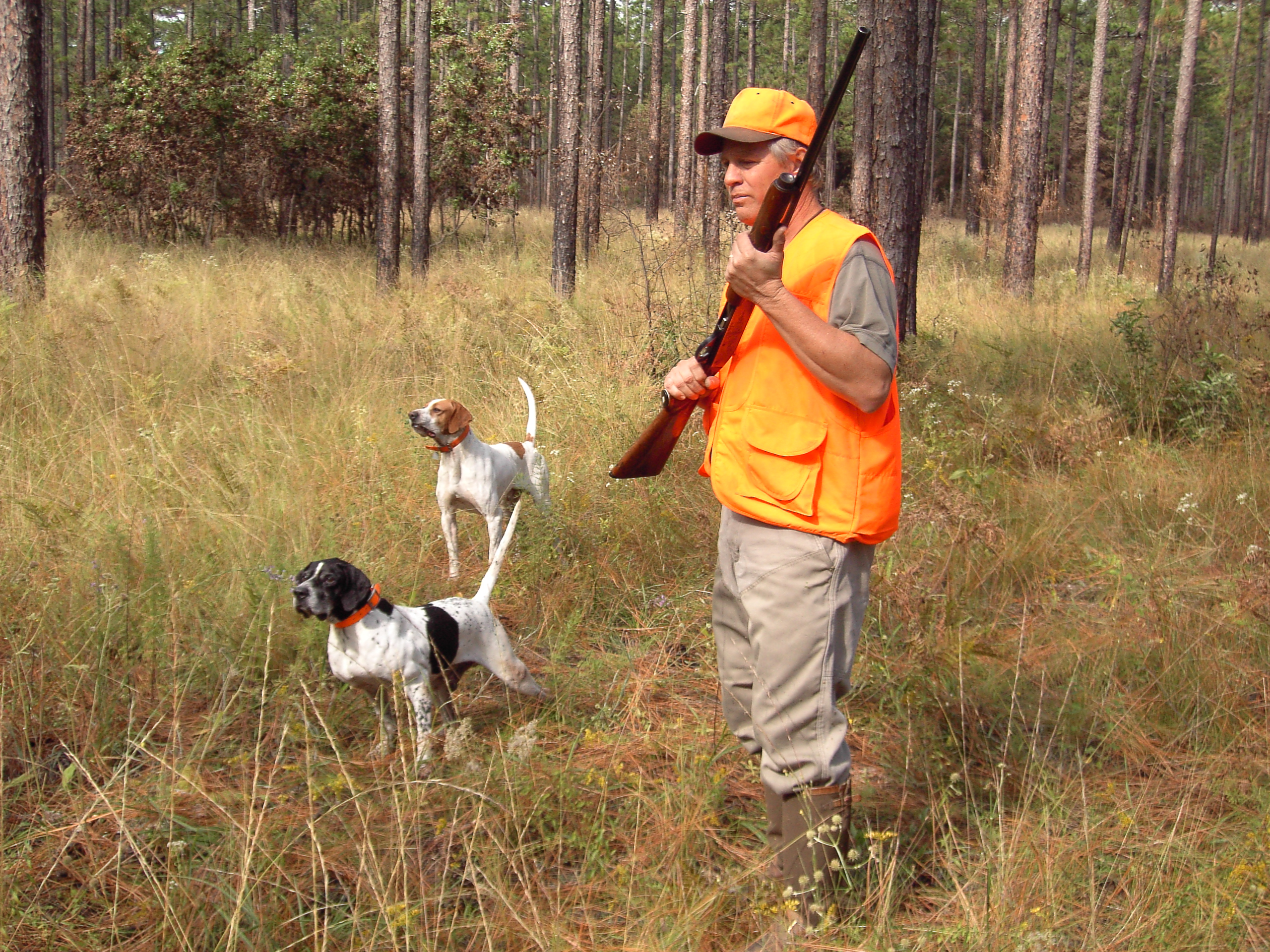
生きた獲物を探索しその位置をハンターに知らせるのが得意な猟犬（ポインター）
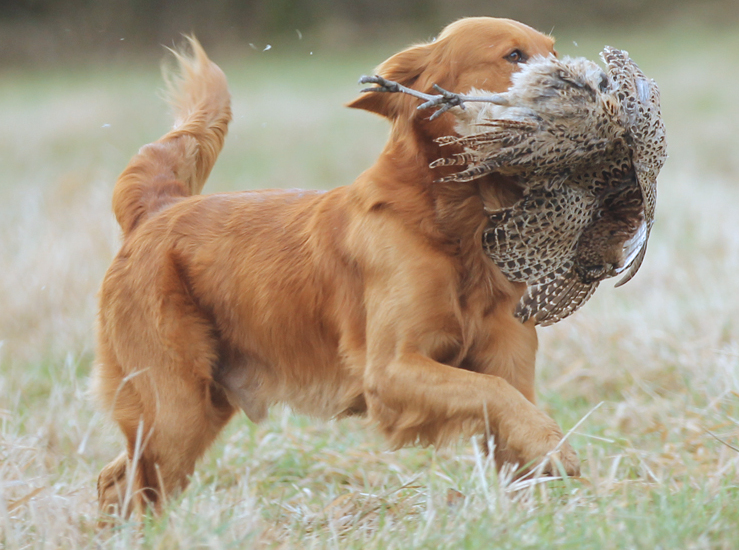
撃ち落とされた鳥を見つけそっと咥えてハンターのもとに戻るのが得意な猟犬（レトリーバー）

## 狩猟に用いられる犬種とその役割
それぞれのタイプの犬種の詳細に関しては、各犬種ごとの記事を参照。なお、このリストは主に欧米での区分である。
| メインカテゴリ       | サブカテゴリ | 犬種の例 | 概要 |
| -------------------- | --- | --- | --- |
| ハウンド             | 獲物の場所を見つけるのに使用される一次的感覚によって、ハウンド猟犬は主に視覚ハウンドと嗅覚ハウンドに大別される。探索犬として野兎、アライグマ、タヌキ、キツネ等の小動物や、イノシシ等の大型動物の狩猟にも用いられる。 | 獲物の場所を見つけるのに使用される一次的感覚によって、ハウンド猟犬は主に視覚ハウンドと嗅覚ハウンドに大別される。探索犬として野兎、アライグマ、タヌキ、キツネ等の小動物や、イノシシ等の大型動物の狩猟にも用いられる。 | 獲物の場所を見つけるのに使用される一次的感覚によって、ハウンド猟犬は主に視覚ハウンドと嗅覚ハウンドに大別される。探索犬として野兎、アライグマ、タヌキ、キツネ等の小動物や、イノシシ等の大型動物の狩猟にも用いられる。 |
| ハウンド             | 視覚ハウンド | ウィペット | 視覚ハウンドはサイトハウンドとも呼ばれ、発達した視力と素早い足の速さが特徴である。獲物は遠方からこの犬種によってしばしば見つけられ、忍び寄られ、追跡され、捕獲されることになる。視覚ハウンドは素早く静かに、かつ猟犬の集団からも独立した行動が可能である。 |
| ハウンド             | 嗅覚ハウンド | ビーグル | 嗅覚ハウンドは、その優れた嗅覚を生かしてにおいで獲物を追う猟犬である。嗅覚ハウンドは、半矢になった獲物を追い詰めて仕留める格闘犬としてもしばしば用いられる。その多くは「追い鳴き」という習性を持ち、獲物を追いながら鳴き続け、ハンターを導きながら他の犬と共同で獲物を追い詰める。 |
| ハウンド             | ラーチャー | ラーチャー（これはグレイハウンド、スコティッシュ・ディアハウンド、コリーの混血） | ラーチャーは、サイトハウンド内もしくはその他の犬種の混血犬である。よってラーチャーは犬種ではなく、犬のタイプであり、多くのラーチャーはグレイハウンドの血を引いている。「密猟」と呼ばれる高効率の猟のため、これらの犬種は交配により作成される。 |
| 猟犬                 | 猟犬は、散弾銃を使用するハンターによって、鳥猟や小動物・大物動物猟全般に使用される。鳥猟においては、獲物を発見してハンターに獲物の位置を知らせるポイント犬、撃ち落とした獲物を回収する回収犬として。獣猟においては、獲物を狩り出し、格闘して仕留める格闘犬として用いられることが多く、種類としては主にレトリーバー系やスパニエル系に分類される。日本においては、日本犬もこの中に分類されうる。 | 猟犬は、散弾銃を使用するハンターによって、鳥猟や小動物・大物動物猟全般に使用される。鳥猟においては、獲物を発見してハンターに獲物の位置を知らせるポイント犬、撃ち落とした獲物を回収する回収犬として。獣猟においては、獲物を狩り出し、格闘して仕留める格闘犬として用いられることが多く、種類としては主にレトリーバー系やスパニエル系に分類される。日本においては、日本犬もこの中に分類されうる。 | 猟犬は、散弾銃を使用するハンターによって、鳥猟や小動物・大物動物猟全般に使用される。鳥猟においては、獲物を発見してハンターに獲物の位置を知らせるポイント犬、撃ち落とした獲物を回収する回収犬として。獣猟においては、獲物を狩り出し、格闘して仕留める格闘犬として用いられることが多く、種類としては主にレトリーバー系やスパニエル系に分類される。日本においては、日本犬もこの中に分類されうる。 |
| 猟犬                 | レトリーバー | チェサピーク・ベイ・レトリーバー | ウォータースパニエル犬として分類されるレトリーバーの第一の役割は撃ち落とされた鳥を発見し、ハンターの元に回収することである。レトリーバーは目視により撃ち落とされた鳥の位置を長い間記憶し、思い出すことができる知能を持つ。また、泳ぎを得意とし、湖や川に落ちた鳥を泳いで回収に行くこともできる。                                                                                               |
| 猟犬                 | セッター | イングリッシュ・セッター | セッターは高地の猟犬としての長い歴史を生きてきており、高地の狩猟鳥が潜む場所を見つける天賦の才能を持っている。セッターは獲物が逃げ出さないようにそっと近づき、ハンターの指示でハンターが射撃を行うのに最適な位置に鳥を追い出す（俗にセットするといわれる）役目を果たす。 |
| 猟犬                 | スパニエル | イングリッシュ・コッカー・スパニエル | スパニエルは数百年の間に猟犬として改良され続けてきた品種である。その多くは狩猟対象の潜む場所を探索し、獲物を追い出すのに使用される。ブリタニー・スパニエルはポイントを行うことで知られる。 |
| 猟犬                 | ポインター | イングリッシュ・ポインター | ポインターは、小獲物猟において狩猟対象を探索し、発見した獲物をハンターに指し示す（俗にポイントするといわれる）ように訓練された犬。ポイントできる対象はスパニエルより多くの範囲に渡り、主に鳥猟に用いられる。 |
| 猟犬                 | ウォーター・ドッグ | プードル | ウォータードッグはレトリーバーの派生品種である。 |
| ツリーイング・ドッグ | ツリーイング・ドッグ | デン-マーク・ファイスト | ファイストに代表されるツリーイング・ドッグは、主にリス等の樹上に住む小動物を追う小型犬である。アライグマ等の大型動物を狩る狩猟に投入されることもある。ツリーイング・ドッグは群れをなして獲物を追い、獲物が樹上に逃げると木の下で何時間も粘り強く鳴き続け、ハンターに獲物の位置を知らせる。 |
| テリア               | テリア | ボーダー・テリア | テリアは、大小の哺乳動物を狩るのに使用される。テリアは狩猟対象の巣穴を見つけ出し、時に巣穴に潜り込んで直接獲物を捕獲したり、獲物を巣穴の外に追い出してハンターに射撃の機会を与える役割を果たす。 |
| カー                 | カー | レパード・カー | カーはテリアと同様に大小の哺乳動物を狩るのに使用される。テリアよりも大型哺乳動物を狩るのに使用される傾向が強い。 |
| 日本犬               | 日本犬 | 柴犬 | 日本犬は日本で古来より狩猟のために飼育されてきた品種であり、日本の急峻で下生えの多い地形にも対応できる体躯と、飼い主に極めて従順な性質が特徴である。獲物の対象は鳥から大型哺乳類まで多岐に渡り、訓練によってはイノシシやクマなどの大型動物とも対等に渡り合える勇敢さも秘めている。 |

## 猟犬の育成
猟犬を育成するためには、一般的な犬の躾のほか、それぞれの技能に応じた訓練が必要となる。訓練の方法は地域やハンターにより様々であるが、ここではごく一般的な技能に関すると思われる訓練法や飼育法につき、記述を行う。
現在では民営の猟犬訓練施設に預けて訓練するなどの方法もあるが、「一犬、二足、三鉄砲」の言い習わしどおり、ハンター本人の狩猟技能を正しく熟達させる意味でも、可能な限り自分で責任を持って指導と育成を行うことが望ましい。

### 犬種の選定
猟犬として使用される犬種は長い歴史の中で猟の目的に応じて品種改良が行われてきているため、その犬種が得意とする技能を習熟することが最も望ましいが、極論をいえばたとえ雑種や小型犬であっても猟に必要な技能を習得させることは可能である。
俗に云われることとしては、日本犬のように立ち耳の犬は音に敏感で警戒に適した「聞き犬」、耳が垂れた洋犬は追跡に適した「嗅ぎ犬」であるとされており、脚が太く短い犬ほど咬み止めなどの格闘戦に有利で、逆に脚の長い犬の方が走る速度では有利であるとされる。
何れにせよ、特定の品種を選定する場合であっても、雑種を使用する場合であっても、子犬の段階から愛情を持って丁寧に指導を行うことが大切である。
なお、猟犬の成長にしたがって「猟犬として不向き」であることが露見してくる場合もある。特に大型動物猟用の猟犬の場合、狩猟中の負傷などが原因で獲物に対するトラウマが猟犬に生じ、その狩猟に使えなくなってしまうことも珍しくはない。こうした場合であっても安易にその犬を見放すような真似はせず、鳥猟や小型動物猟などの他の用途で使用してみる、他の猟を行うハンターや愛玩犬を求める里親を捜すなどして、その犬の可能性を最大限見出してやる努力が必要である。虐待や放棄を行うなどの行為は絶対に行ってはならない。
猟犬の猟能はその犬の産まれながらの適性であるため、性別の差などは本来はあまり重要ではないが、もしもオスとメスを共飼いする場合には、必要に応じて去勢や不妊治療などを行う必要もある。また、集団猟でオスとメスが混在する場合に備えて異性へ必要以上に興味を示さないような躾や、オス犬の多い狩猟グループにはメス犬（特に発情期の前後の個体）は連れて行かない等の配慮も必要になる。

### 日常の訓練
最低でも「待て」「ハウス（犬小屋へ戻らせる）」等の躾を行うことは必要である。集団猟の場合、他のハンターや猟犬に必要以上に警戒しないように敵愾心を抑えるための育成を行うことも必要になる。番犬として用をなさなくなる、万一の場合猟犬が第三者による盗難に会う等のリスクもあるが、猟場で猟犬を放った際に他の猟犬と喧嘩をして猟の妨げになる、あるいは最悪の場合、通行人などに咬傷を負わせる危険性があることを考慮した場合、極端にいえば「人に対しては誰にでも懐く」くらいにしてしまった方が良い場合もある。
肥満などを予防し、猟場を歩き回る好奇心を持たせるためにも、散歩は毎日行うことが望ましい。散歩の範囲はできれば猟場に近い地形の場所を歩くことが望ましいが、街中を歩き回るだけでも運動量と外出に対する慣れは確保できる。街中を散歩する際でも、丸太等で作られた一本橋や様々な水深の小川、犬が足を踏み外しやすい網目の荒いグレーチング、階段状に整備された護岸など、山中や林道で猟犬が実際に遭遇しうる地形に類似した足場を選んで歩かせることが重要である。最初は飼主が地形を渡り、次いで猟犬を引き連れることになるが、リードで牽いている場合には猟犬が怖がって足を踏み入れようとしない地形に無理矢理に引っ張り込むことは避け、飽くまでも猟犬自身の意志で恐怖を克服して足を踏み出すことを辛抱強く待つ必要がある。仔犬の内からこうした訓練を反復して「その犬がどうしても足を踏み入れない地形」をなるべくなくしておかなければ、実際に獲物を追跡する際に「特定の地形に差し掛かると猟犬が追跡を諦めてしまう」事態を招き兼ねない。
仔犬から育てる場合は、概ね生誕から4か月程度よりドッグラン等で本格的に走り回らせることで体を鍛え始め、同時にボールやフリスビーを投げたりする遊びで「動く物体への興味」も持たせていく必要があるが、可能であれば周囲の安全が十分確保されている山道、できればイノシシやシカ等が実際に出没していることが足跡やヌタ場特有の匂いなどから確認できる場所で、リードを外して山中を駆け回らせることも行わせるのが望ましい。始めは山を怖がって余り遠くへ行かないかもしれないが、毎日連れていくことで次第に行動範囲が広まっていき、最終的には見通しの効かない藪の中や、急峻な地形でも興味の赴くままに走り回っていくようになる。山への恐怖心は仔犬の内から訓練をするほど取り除くことが容易であり、成犬になってからでは難しいことが多い。やや前提条件が厳しいかも知れないが、山中にウサギやタヌキ、ノネコ等が実際に定住して居るような場所であれば申し分ない。自然の野山の中で、これらの小動物を仔犬の内から存分に追い掛け回せる環境があれば、鳥や獣に関わらず「動く物に対しては、追う」という「猟欲」が自ずと身に付いていくものである。
自宅に飼養用地が十分に確保できる場合には、金網やフェンス等で囲いを作り、日頃から猟犬をリードや鎖等で繋がずに囲いの中で自由に移動できるようにしておくことが望ましい。飼養する頭数にも依るが、1頭であれば通常囲いの広さは車1台分ほどもあれば十分で、最も大切なことは箱型の犬舎や踏み台、ドラム缶や木製の電線ボビン等を利用して、猟犬が自由に登り降りして遊ぶことができる、高低差1m前後（成長の過程で徐々に高くしていくとよい）の段差を設けることである。これはイエネコにおける猫の塔（英語版）のようなものであり、段差を登らなければ猟犬が水桶や餌桶にありついたり、飼い主と顔が合わせられないように配置を工夫することも一つの手である。何れにせよ、日中猟犬はこの段差を何度も飛び上がって登り降りすることで自然と体が鍛えられていき、最終的には軽トラックの荷台程度の高さならバタ板を上げていても簡単に飛び乗ることができるようになる。この水準に達した猟犬であれば、大概の山中の地形は難なく踏破して往けるようになるであろう。
鳥猟の場合には猟の対象となる鳥の羽などを入手し、紐を結わえ付けて遊具としてやることで、鳥を探すための好奇心を養うことが可能である。また、回収やポイントなどの日常訓練を行う折にはハンターの意図した通りの動きを犬が行った場合、その都度菓子やビーフジャーキーなどの褒美を与えることで「こういうことをすればご褒美が貰える」ことを犬が覚え、ひいては猟場での役割を習熟させやすくなる。加えて、仔犬の内から「動く物体」に対して充分興味を持たせることができていれば、実際の野山で鳥と出会った場合でも直ぐに追いかけていくことを覚えていくであろう。

### 食事
ドッグフードなどの一般的な食事のほか、獲物とする動物の肉や骨などを他のハンターから入手するか、猟期中に自分で捕獲した獲物を備蓄しておくなどして日頃から定期的に与えることが望ましい。獲物を解体して食した後の毛皮や骨、羽などの残骸を安易に廃棄せずに冷凍保存しておくことも良い方法である。
獲物とする動物の肉や骨（生のまま脂身を大量に与えると下痢の要因になるため、茹で溢す等して加熱することが望ましいが、この際には茹で汁も残さず猟犬に与えることが、匂いを覚えさせる意味で重要である）を定期的に食べさせることで、「これは自分の食べ物としても有用である」ことを覚えさせ、猟に対する好奇心を伸ばすことにもつながる。鳥猟においてはキジやコジュケイ、ヤマドリなどの草食性の鳥の腸を与えることで、鳥のにおいに対する好奇心を持たせることが可能である（なお、カモ等の雑食性の鳥の腸は糞のにおいを忌避して食べないことが多い）。
イノシシやクマなどの大型動物の場合、当初は肉や骨に対して猟犬が尻尾を巻く等の恐怖心を示す場合もある。これはにおいによって対象の強弱を判断する犬の本能に起因するものなので、徐々に慣らしを行っていく他にない。イノシシやシカなどを捕獲した場合、まだ体温が暖かく残っている内に肝臓などの内臓を取り出し、その場で猟犬に与えることも匂いを覚えさせるには良い方法である。日頃からある程度以上の頻度で加熱した獣肉や骨を食しており、匂いへの恐怖心が薄まっている仔犬であれば、生肉や内臓でも体温が残っていれば臆せず食いつくことであろう。
なお、食事量は猟犬の大きさにも依るが、「必要以上に太らせない」水準を維持することが重要である。直接獲物と相対して咬み止めを行うような役割の犬種であるならいざ知らず、脚が長めで、急峻な山を駆け登って獲物を追う必要がある犬種において「胸部と腹が寸胴になっている」ようでは論外である。

### 探索の訓練
獲物を探索する能力を育成するためには、狩りの目的とする獲物の足跡などを探し、実際に獲物が潜んでいると思われる巣やねぐらの場所までリードを付けたまま連れて行くことで、「猟場で自分が何をすればよいか」を身につけさせる。この際に重要なことは、猟場を歩かせる際には猟犬がミスをしても必要以上に叱らないことである。程度にもよるが、「猟場に出ることは楽しい」ことを覚えさせなければ猟に帯同させることは困難になってしまうからである。
この訓練には猟犬の生まれ持った猟能の多寡も重要であるが、ハンター自身の「獲物の足跡」を探す技能も極めて重要である。なお、クマ等の危険な動物やヤマドリなどの山奥深くに生息する鳥になればなるほど訓練の難易度や訓練の危険度が増していくため、たとえ猟期中ではない場合でも猟場を歩く際には十分な警戒を払うことが必要である。
鳥猟の場合には日頃の散歩の際にキジバトやコジュケイなどが出現しやすいコースを選定し、鳥の出現に対して猟犬が何らかの反応を見せた場合には必ず褒めてやることで、鳥猟における役割意識を育成できる。
やや短絡的な手法ではあるが、獣猟においては、既に狩猟経験が豊富な親犬や先輩犬を帯同できるようであれば、仔犬をこれらの猟犬の後を追わせる形で山に入れ続けることで、自然と自らの役割を覚えさせることも可能ではある。このためにも、仔犬の内から十分な基礎体力と同時に、「動く物体への興味を醸成しておく」ことが必須となるのである。

### 回収の訓練
鳥猟の場合には重要な項目である。
鳥を撃ち落とした場合に猟犬が必要以上に強く鳥を咬まないよう、「やさしく獲物を銜えさせる」訓練が必要となる。
地域によってはかつてウズラなどの生きた鳥を業者から購入し、有刺鉄線を巻いて咬ませることで、「まだ生きている鳥を強く咬んではいけない」ことを覚えさせる訓練なども行われていたが、近年では動物愛護の観念上こうした訓練を行うことが難しいため、各自で工夫が必要となる。
湖沼や川などで水鳥の回収を担当させる場合には、日頃から入浴などを定期的に行い、水への恐怖心を取り去っておくことも望ましい。

### 銃声に対する慣らし
猟犬は、銃声におびえたり竦む恐銃症（ガンシャイ、GunShy）になるのを予防する訓練が行われる。最初は銃声や炸裂音に必ず驚き、怯えるものなので、ハンターは猟犬を抱き締めて宥めながら徐々に恐怖心を和らげる訓練が行われる。
慣らすために、子犬のころからクレー射撃場へ帯同させ、射撃場の駐車場から射撃場内、そして射台へ向かうといった行程で、銃から離れた場所から徐々に近づいていく銃声馴致を行う。
近場に射撃場がない地域の場合、打ち上げ花火が多数挙がる花火大会へ帯同させ、徐々に打ち上げ地点に近づきながら炸裂音を聞かせ続ける方法も取られる。

### 帰巣本能の習熟
どの猟であっても、猟犬を猟場へ放した後でハンターの元へ戻って来られないようでは何もならない。
普段から餌付けの際に笛を吹くなどして、ハンターの合図で猟犬が自分の元へ戻ってくるような指導（呼び戻し）は絶対に必要になる。笛は犬笛、あるいは口笛や指笛でもよいが、巻狩りで使役するのであれば、狩猟者なら猟場で即時に入手が可能である散弾銃等の薬莢を用いた笛の方が良い場合もある。笛が入手できない場合に備えて、名前を直接大声で呼ぶことでも戻れるようにした方がよいが、犬の名前が余りにも奇を衒っていたり単純に長すぎたりする場合、連呼し続けることが困難となりかねないため、猟犬の名付けの際には2文字程度などできるだけ短い名前に留めて置くことが賢明である。
また、猟の際に使用する車に犬を乗せ、エンジン音や車内のにおいなどを覚えさせることで、「ここが自分が戻ってくる場所である」ことを覚えさせることも必要である。なお、猟犬を車乗させる際には携帯式のケージを常時用いることが望ましい。万が一猟犬が猟場で行方不明になった際には、出発場所にケージと共にハンターの衣類などの所持品を置くことで、猟犬の帰巣を促すことが可能となるからである。
車に乗せる際にもケージに入れる際にも、猟犬がその行為に対して恐怖心を抱かず、「ここが自分にとって安全で、安心して休息できる場所である」ことを猟犬が自覚できるような配慮を、ハンター側が日頃から行うことが重要であることは言うまでもない。
なお、猟犬を持たない狩猟者であっても心得て置く必要があることは、巻狩りの際に勢子長（使役される猟犬達の飼主である場合が多い）から猟犬回収の号令が出た場合には、「全ての行動に優先して、場の全員が猟犬の呼戻しを実施する」ことである。たとえ獲物を射止めて止め差しや運び出しの作業の最中であったとしても、最低限血抜きの処置（長いナイフで心臓を直接突き刺すか、それが難しい場合には頚動脈を袈裟懸けに切り、頭を斜面の下に向けて安置する）のみを施した上で、一刻も早く猟犬の回収に向かうべきである。射手達が仕留めた獲物の処置に夢中になっている内に、猟犬達は別の獲物（あるいは自動車などの動く物体）を勝手に追い始めてしまう場合があり、深追いが過ぎて滑落した結果行方不明となってしまったり、あるいは山中を通る幹線道路や鉄道の軌道敷に迷い出て交通事故に至ったり、登山者など他の人々に出会って咬傷を負わせてしまう等の事象を引き起こす危険性がある。こうした事態を予防する意味でも、勢子長は猟犬が獲物に完全に撒かれてしまったり、あるいは仲間の誰かが獲物を1頭でも仕留める等して、「猟犬をこれ以上猟場に放犬していることが望ましくない」と判断できた場合には、射手役の狩猟者達に果断無く「猟犬回収（≒狩猟中断）」の号令を出す決断が求められるのである。
猟犬回収が遅れた結果、滑落や猟犬同士の喧嘩（仕留めた獲物を目の当たりにして興奮した際に特に発生しやすい)により猟犬が無用な負傷を追った場合、飼主は大きな治療費の負担を負う羽目になるし、最悪の場合猟犬の欠員が原因でその猟期自体を丸ごと棒に振ってしまう結果を招き兼ねない。こうした危険性を巻狩りに参加する狩猟者達は日頃から意識し、「獲物よりも猟犬の保全」を第一とするように心掛けることが切に望まれる。

### 鑑札などの明示
万が一猟犬が他者に保護された際にハンターへの連絡が行えるよう、各自治体に猟犬の登録を必ず行い、法定の鑑札を付けておくことは当然であるが、それ以外にも連絡先を打刻した鑑札を自作して首輪に付けておくことが望ましい。近年ではマイクロチップの注射による鑑札付加の方法がある。各自で工夫し、猟犬が猟場で行方不明になった場合には必ず追跡保護ができるような方策を講じておくべきである。

### 居場所を知らせるもの
鈴
猟犬の首輪には支那鈴やカウベル型の鈴を付けられた。ビーグル犬等のように、激しく追い鳴きをする猟犬であれば鈴は必ずしも必要ではないが、そうでない猟犬の場合には首輪の鈴は狩猟者達に猟場における猟犬の位置や、獲物を追う目的で走っているか、狩猟者に猟犬がどの方向から近付いてるのか等を知らせるための唯一の方法であった（ドッグマーカー、GPSマーカーが登場するまでは）。
ドッグマーカー、GPSマーカー
GPS付きの小形の送信機。集音マイクが付いたものもある。
平成20年8月の電波法令改正でメーカー等が技術基準適合証明か工事設計認証を取得すれば、日本国内であれば誰でも無線局免許を取得せずに利用できる「動物検知通報システム」が制度化された。
ドッグマーカーが日本で規格化されたのは2012年（平成24年）のことで、免許不要な特定小電力無線局の一種である人・動物検知通報システム用特定小電力無線局（旧称動物検知通報システム用特定小電力無線局）の一種としてである。日本国内ではこの規格によるもの（技適マークのついたもの）を使用しなければならない。
周波数は142.94 - 142.98MHzの100kHz間隔5波、最大出力1Wで、GPS付きもある。
これ以外の米国のMURS（Multi-Use Radio Service）などは、総合通信局に免許申請をすることはできず、使用は不法無線局の開設として電波法違反となる場合がある。

### 負傷した場合に備えて
大型動物猟に使役する場合には、大型動物との格闘により猟犬が負傷する場合もある。たとえ鳥猟や小型動物猟などであっても、急峻な地形の猟場では滑落などにより足を骨折するなどの負傷を猟犬が負う場合もある。メスジカやメスイノシシ等のような、一見すると猟犬を直接負傷させうる突起物を持たない獲物であっても絶対に油断は禁物である。手練のシカの場合、猟犬が足場の悪い場所に誘い込まれて谷底へ蹴り落とされる場合があり、メスイノシシでも手足に噛み付かれれば敢えなく骨折させられる恐れがある。特にそのメスが仔連れの場合、母は仔を守るためであれば、猟犬と刺し違える覚悟で立ち向かってくるであろうことを、狩猟者は努々忘れてはならない。
猟犬の受傷において、高所からの滑落以上に致命的なものは、クマの爪やオスイノシシの牙、あるいはオスジカの角で腹の下から杓り上げられることによる、頚部や腹部への深い裂傷である。特に腹部に腹膜が割けて腸が露出するほどの重傷を負った場合、一般の裁縫用具や釣り針とテグス、あるいは先端を鋭利に尖らせた細い針金や大型のホチキスでもよいので、一刻も早く露出した腸を押し戻し、傷口を縫合する応急処置を済ませなければならない。犬は自ら傷口を舐めることで痛みに耐えようとする習性があり、この際に自らの腸が垂れ下がって居ると、本能からこの腸を自ら食い千切ってしまい（雌犬が出産の際に自ら仔犬の臍の緒を食い千切る行為と同じようなものである）、結果としてこれが致命傷となる可能性が高いからである。道具の不備や猟犬が暴れて単身では抑え込むことが困難などの理由により、その場での縫合が難しいようであれば、エリザベスカラーかそれに類する物を首に括り付けたり、それすらない場合には可哀想でも猟犬の手足やマズルを紐で縛り上げたり、毛布や衣服などで胴体を簀巻きにする等して身動きが一切できない状態にした上で、一刻も早く動物病院に搬送することである。
大量出血を伴う創傷の場合には、脚の場合には紐や止血帯を用いて創傷の上部位を締め上げたり、胴体などの場合で千切れた血管が探り当てられた時には鉗子で血管を押えた上で縫合糸で血管も含めた傷口全体を強く巻きつけることで応急止血を行い、一刻も早く動物病院に搬送する。
こうした事態に備えて日頃から信頼できる獣医が所属する動物病院を探し、万一の際には（たとえ診療時間外であっても）速やかに入院や治療が行える信頼関係や受け入れ体制を病院側と構築しておくことが重要である。また、出猟の際にはファーストエイドキットを携帯することや、日頃から犬の生態的特徴や負傷に対する治療法などをハンターが習熟しておくことも必要である。深い谷底に落とされた場合に備えて、十分な長さのロープや、動けない猟犬を担ぎ上げるための大きなリュックサックや背負子を備えておくのも良い方法である。

### カットギア（防牙ベスト、カットベスト、カットカラー）
猟犬の頚部や腹部をケブラーやナイロン等の頑丈な生地で被うことで、イノシシやクマなどの大型獣からの受傷を和らげる装備（Cut Gear）が存在する。また、猟友から誤射を避けるため、橙色などの高視認色の装備も使用される。

## 猟犬を用いた狩猟
日本では、平成14年（2002年）に改正された鳥獣保護法により、猟犬に噛みつかせて捕獲する方法は禁止されることとなった。

## 猟犬による主な被害例
- 2015年2月11日 - 群馬県みどり市大間々町の住宅街で、庭先で繋がれていた飼い犬3頭が猟犬に噛み殺される[4]。
- 2016年10月19日 - 和歌山県田辺市にて、93歳の女性が猟犬3頭に襲われ出血性ショック死。後日、猟犬の飼い主は、業務上過失致死と狂犬病予防法違反の疑いで書類送検された[5]。
- 2017年10月1日 - 兵庫県宍粟市にて、イノシシの有害鳥獣駆除をしていた猟友会員の狩猟犬2頭が住民3人を襲い負傷させた[6]。
- 2018年3月18日 - 徳島県徳島市にて、小学生の姉妹3人がイノシシ猟中の猟犬にかみつかれて重軽傷[7]。
- 2018年3月 - 北海道更別村、幕別町にて、子牛3頭が殺される被害。目撃情報から野犬化した猟犬の可能性が指摘されている[8]。

## 星座
星座の1つにりょうけん座がある。